# Tomomi Okazaki
Tomomi Okazaki (jap. 岡崎朋美 Okazaki Tomomi; ur. 7 września 1971 w Kiyosato) – japońska łyżwiarka szybka, brązowa medalistka olimpijska i trzykrotna medalistka mistrzostw świata.

## Kariera
Pierwszy sukces w karierze Tomomi Okazaki osiągnęła w 1996 roku, kiedy zdobyła brązowy medal w biegu na 500 m podczas dystansowych mistrzostw świata w Hamar. W zawodach tych wyprzedziły ją jedynie Rosjanka Swietłana Żurowa i kolejna Japonka Kyōko Shimazaki. Wynik ten powtórzyła na rozgrywanych dwa lata później mistrzostwach świata w Calgary. W tym samym roku była też trzecia na tym dystansie podczas igrzysk olimpijskich w Nagano, przegrywając z dwoma Kanadyjkami: Catrioną Le May Doan i Susan Auch. Jeszcze czterokrotnie startowała na igrzyskach, najlepszy wynik osiągając na igrzyskach w Turynie w 2006 roku, gdzie zajęła czwarte miejsce. W walce o medal lepsza okazała się tam Chinka Ren Hui. Ostatni medal zdobyła na dystansowych mistrzostwach świata w Heerenveen w 1999 roku, zajmując trzecie miejsce w biegu na 500 m. Na podium oprócz niej stanęły też Catriona Le May Doan i Swietłana Żurowa. Kilkakrotnie startowała na mistrzostwach świata w wieloboju sprinterskim, najlepszy wynik uzyskując na MŚ w Calgary, gdzie była szósta. Wielokrotnie stawała na podium zawodów Pucharu Świata, odnosząc przy tym cztery zwycięstwa. W sezonach 1995/1996, 1999/2000 i 2004/2005 zajmowała drugie miejsce w klasyfikacji końcowej 500 m, a sezon 1996/1997 ukończyła na trzecim miejscu.